# الکس بوریمیروف
الکس بوریمیروف (بلغاری: Алекс Боримиров؛ زادهٔ ۱۳ مهٔ ۱۹۹۸) بازیکن فوتبال اهل بلغارستان است.
از باشگاه‌هایی که در آن بازی کرده‌است می‌توان به باشگاه فوتبال لفسکی صوفیه اشاره کرد.
وی همچنین در تیم ملی فوتبال Bulgaria U17 بازی کرده‌است.